# Ítalo Campofiorito
Ítalo Campofiorito (Paris, 1933 - Rio de Janeiro, 27 de maio de 2020) foi um arquiteto, professor universitário e crítico de arte francês radicado no Brasil.

## Biografia
Ítalo nasceu em Paris, capital da França no ano de 1933, enquanto seus pais estavam em viagens artísticas pela Europa. É filho dos pintores brasileiros, Hilda e Quirino Campofiorito. Mudou-se para o Rio de Janeiro, onde formou-se em 1956, no curso de Arquitetura na Faculdade Nacional de Arquitetura do Brasil, vinculada a Universidade Federal do Rio de Janeiro (UFRJ).
Trabalhou com Oscar Niemeyer na Novacap, e foi um dos profissionais responsáveis pela proposta de urbanização de Brasília. Foi chefe do Serviço Metropolitano de Brasília, entre 1961 e 1963 e atuou como professor da Faculdade de Arquitetura e Urbanismo da Universidade de Brasília (UnB), entre 1962 e 1965.
Especializou-se na área de tombamento de patrimônios históricos. Foi presidente da Fundação Nacional Pró-Memória (FNPM) e secretário do Patrimônio Histórico e Artístico Nacional (SPHAN), atual Instituto do Patrimônio Histórico e Artístico Nacional (IPHAN), entre 1989 e 1990. Também foi chefe do Serviço Metropolitano Urbanístico de Brasília, entre 1961 e 1963; diretor do Instituto Estadual de Patrimônio Cultural (INEPAC), do Rio de Janeiro, entre 1979 e 1980; e secretário de Cultura de Niterói (RJ) entre 1996 e 2004, período da criação do Museu de Arte Contemporânea (MAC).
Em 2012, foi tema de um dos livros da Coleção Modernismo +90, da editora Casa da Palavra, que fez essa coleção em comemoração aos 90 anos da Semana de Arte Moderna de 1922. No livro, Ítalo foi entrevistado por pesquisadores.
No ano de 2015, foi agraciado com a Ordem do Mérito Cultural (OMC), em cerimônia que contou com a presença da então Presidenta da República, Dilma Rousseff.

## Morte
Morreu na capital carioca, no dia 27 de maio de 2020, vítima de um ataque cardíaco aos 87 anos. O arquiteto e acadêmico vinha sofrendo de câncer. O município de Niterói declarou luto oficial pela morte do arquiteto.